# La Résistance
La Résistance é um grupo ("stable") de wrestling profissional mais conhecida pelo tempo que lutou na World Wrestling Entertainment, onde foram quatro vezes Campeões Mundiais de Duplas.

## História

### Falso começo no SmackDown
O segmento de La Résistance começou em fevereiro de 2003. Durante um evento em Montreal, a WWE zombou o Montreal Screwjob. Sylvain Grenier estava trabalhando como árbitro meses antes da luta entre Hulk Hogan e The Rock. Durante a luta, Grenier, o árbitro, contribuiu para a derrota de Hogan. Mais tarde foi anunciado que Grenier era franco-canadense, essencialmente mostrando que, dessa vez, um canadense havia estragado a luta. Grenier continuaria a ser um árbitro injusto sob as ordens de Mr. McMahon. O resultado original seria o de Grenier passar a ser ameaçado por aqueles que ele prejudicou, o que o faria chamar seu amigo René Duprée para lhe ajudar. No entanto, após Hogan derrotar McMahon no WrestleMania XIX, o segmento foi cancelado.

### Estreia no Raw
O grupo foi criado oficialmente no Raw, quando vídeos foram exibidos, realçando Duprée e Grenier, lhes apresentando como dois arrogantes franceses atacando os Estados Unidos e sua política internacional de um estúdio francês.
Grenier e Duprée apareceram pela primeira vez no Raw de 28 de abril de 2003, como "La Résistance" ("A Resistência"), atacando Scott Steiner, que falou mal da França duas semanas antes. A rivalidade de La Résistance com Steiner passou a envolver Test, que havia sido forçado a se unir a Steiner por Stacy Keibler. La Résistance derrotou Steiner e Test no Judgment Day. Durante o Memorial Day, eles interromperam Lilian Garcia enquanto ela cantava America the Beautiful. Após minutos de Grenier insultado os americanos e exaltando os franceses, Steve Austin os atacou, os expulsando do ringue.
Em 26 de maio, Grenier derrotou Rob Van Dam em uma luta onde uma bandeira estava no topo de um mastro, ganhando, assim, uma luta pelo  World Tag Team Championship. Grenier e Duprée ganharam os títulos de Kane e Van Dam no Bad Blood.

### Robert Conway
Na metade de 2003, um novo membro entrou em La Résistance, Rob Conway, que, no Raw de 18 de agosto, interpretou um serviçal americano sendo humilhado por Grenier e Duprée. Quando os Dudley Boyz foram atacar La Résistance, Conway os traiu, lhes atacando com uma bandeira americana.
Originalmente, os Dudleys deveriam se vingar em uma luta de trios e mesas no Unforgiven. No entanto, alguns dias antes do pay-per-view, La Résistance atacou os Dudleys, lhes atirando em mesas, o que, na realidade, deu a Spike Dudley uma concussão. No Unforgiven, a luta se tornou 3-contra-2 (com os Dudleys perdendo Spike). Como estipulação, os Dudleys venceram os títulos ao vencer a luta.
La Résistance começou uma rivalidade com outros times, como Rosey e The Hurricane, e Garrison Cade e Mark Jindrak antes de Grenier se lesionar em outubro. Conway, então, continuou a lutar junto com Duprée.
Grenier retornou ao grupo em 15 de março de 2004, no Raw. Uma semana depois, Duprée foi transferido para o SmackDown! no Draft. No SmackDown!, Duprée continuou a usar o tema de entrada do grupo. Conway, então, mudou seu nome para Robért Conway e continuou a dupla com Grenier.

### Conway e Grenier
Meses após a perda de Duprée, Conway e Grenier derrotaram Edge e Chris Benoit pelo World Tag Team Championship em Montreal, Quebec.
Com a ajuda do Gerente Geral do Raw, Eric Bischoff, La Résistance conseguiu mater os títulos por cinco meses. No final do reinado, a dupla ficou muito dependente de trapaças. No Taboo Tuesday, Grenier e Conway foram colocados em uma enquete para desafiar Chris Jericho pelo Intercontinental Championship. Bischoff os removeu da enquete, sendo obrigados a defender os títulos contra os perdedores da enquete que escolheria o desafiante pelo World Heavyweight Championship, que acabaram sendo Edge e Benoit. Mesmo com Edge abandonando a luta, Benoit derrotou La Résistance. No Raw de 2 de novembro, La Résistance derrotou Benoit, ganhando novamente os títulos. Em 15 de novembro, os dois perderam os títulos novamente para Eugene e William Regal.
Grenier e Conway venceram o World Tag Team Championship uma terceira e quarta vez após a criação do grupo. Eles venceram o terceiro em um evento não televisionado em 16 de janeiro de 2005, em Winnipeg, Manitoba. Dessa vez, La Résistance derrotou Regal e Jonathan Coachman, que estava substituindo o lesionado Eugene. Grenier e Conway perderam o título para Regal e Tajiri, em um episódio do Raw em Tóquio, no Japão.
Em uma Tag Team Turmoil match no Backlash, La Résistance eliminou os campeões, mas foram eliminados por Rosey e The Hurricane, que se tornaram os novos campeões. Na noite seguinte, no Raw, La Résistance foram derrotados por The Hurricane e Rosey, assim como em vários pay-per-views depois.

### Separação
Grenier e Conway passaram a lutar em lutas individuais. Conway derrotou um lutador ("jobber") e Val Venis, enquanto Grenier foi derrotado por Val Venis e Chris Jericho antes de ambos serem colocados em uma luta Triple Threat (contra o Campeão Intercontinental Shelton Benjamin pelo título), Benjamin venceu a luta, e logo La Résistance passou a discutir e brigar. Eles se enfrentaram em 12 de junho de 2005 no Sunday Night Heat, com Conway sendo o vilão e derrotando Sylvain Grenier.
Em 30 de junho de 2005, Grenier e Duprée foram trocados no WWE Draft, com Grenier sendo mandado para o SmackDown! e Duprée, para o Raw. Os três - Duprée, Conway e Grenier - continuaram em lutas individuais, interpretando personagens diferentes.

### Reforma
Em 3 de abril de 2006, Duprée e Conway voltaram a lutar em dupla em uma luta não televisionada antes do Raw, sendo derrotados por The Highlanders
Enquanto no território de desenvolvimento, Ohio Valley Wrestling, Conway e Grenier voltaram, por pouco tempo, a lutar como La Résistance em 15 de novembro de 2006, ganhando uma luta pela chance de enfrentar os Campeões Sulistas de Duplas da OVW Cody Runnels e Shawn Spears, ao derrotá-los. Os dois não venceram a luta pelo título, no entanto.
Os dois membros originais, Duprée e Grenier, retornaram ao elenco principal em 20 de fevereiro de 2007, como La Résistance, lutando na Ohio Valley Wrestling e na ECW. Em 1 de março de 2007, Duprée foi suspenso devido a uma violação na política antidrogas da WWE. Isso levou Grenier e Conway a reformar a dupla até 11 de maio, quando Conway foi demitido.
Em 26 de julho, Duprée foi demitido. Grenier, em 13 de agosto.
Em 30 de agosto de 2008, La Résistance (Sylvain Grenier e Rob Conway) derrotaram Jay Phenomenon e Karl Briscoe para ganhar o NCW Tag Team Championships.

## No wrestling
- Movimentos de finalização
  - Grenier e Duprée
    - Bonsoir (Spinebuster duplo)
    - Combinação de back suplex side slam (Grenier) / neckbreaker (Dupree)

- - Grenier e Conway
    - Au Revoir (Aided snap swinging neckbreaker)
    - La Crêpe / Bonne Nuit (Combinação de bear hug / clothesline)

- Temas de entrada
  - "Final Force"

## Títulos e prêmios
- Northern Championship Wrestling
  - NCW Tag Team Championship (1 vez) – Conway e Grenier (1)

- World Wrestling Entertainment
  - World Tag Team Championship (4 vezes) – Duprée e Grenier (1) e Conway and Grenier (3)

- Top Of The World Wrestling
  - TOW Tag Team Championship (1 vez) – Conway e Grenier

- Wrestling Observer Newsletter
  - Pior Dupla (2003) – Duprée e Grenier